# Molodežnaja Chokkejnaja Liga
La Molodežnaja Chokkejnaja Liga, chiamata anche Minor Hockey League (MHL) (russo: Молодежная Хоккейная Лига (МХЛ), Molodežnaja Chokkejnaja Liga (MChL)), a volte tradotta come Lega di Hockey Giovanile, attualmente chiamata "Chevrolet Minor Hockey League Championship" (russo: "Chevrolet Чемпионат Молодежной хоккейной лиги") per ragioni di sponsorizzazione, è la più importante lega hockeistica giovanile in Eurasia. Fondata nel 2009, attualmente comprende 39 squadre da 7 diverse nazioni. Alcune di queste squadre sono farm-team di squadre della KHL o della VHL (le due Leghe di livello superiore). L'età dei giocatori varia dai 17 ai 21 anni.
I team, divisi in 2 conference, si affrontano nei playoff (dove si qualificano 16 squadre) per l'assegnazione della Charlamov Cup, trofeo assegnato alla memoria del giocatore sovietico Valerij Charlamov.

## Squadre della stagione 2013–14
| Molodežnaja Chokkеjnaja Liga - Minor Hockey League |                                |                  |                                      |                      |         |
| Western Conference                                 |                                |                  |                                      |                      |         |
| Division                                           | Squadra                        | Città            | Arena                                | Farm Team            | Esordio |
| North-West                                         | MHC Almaz                      | Čerepovec        | Ice Palace                           | Severstal’           | 2009    |
| North-West                                         | HC Dinamo San Pietroburgo      | San Pietroburgo  | Jubilejny Sports Palace              | Nessuno              | 2013    |
| North-West                                         | Dinamo Babrujsk                | Babrujsk         | Babrujsk Arena                       | Dinamo Minsk         | 2010    |
| North-West                                         | Kapitan Stupino                | Stupino          | Bobrov Ice Palace                    | Nessuno              | 2011    |
| North-West                                         | MHC Loko                       | Jaroslavl'       | Arena 2000                           | Lok. Jaroslavl’      | 2009    |
| North-West                                         | Russkie Vitjazi                | Podol'sk         | Vitjaz Ice Palace                    | Vitjaz' Čechov       | 2009    |
| North-West                                         | Serebrjanye L'vy               | San Pietroburgo  | Spartak Ice Palace                   | Nessuno              | 2010    |
| North-West                                         | HK Rīga                        | Riga             | Arena Riga                           | Dinamo Riga          | 2010    |
| North-West                                         | SKA-1946                       | San Pietroburgo  | Jubilejny                            | SKA Pietroburgo      | 2009    |
| North-West                                         | MHC Junost                     | Minsk            | Sports Palace                        | Junost Minsk         | 2010    |
| Central                                            | Amurskie Tigry                 | Chabarovsk       | Platinum Arena                       | Amur Chabarovsk      | 2010    |
| Central                                            | Hc Energie Karlovy Vary junior | Karlovy Vary     | KV Arena                             | Energie Karlovy Vary | 2012    |
| Central                                            | MHC Chimik                     | Voskresensk      | Podmoskovie Ice Palace               | Nessuno              | 2009    |
| Central                                            | MHC Spartak                    | Mosca            | Sokolniki Arena                      | Spartak Mosca        | 2009    |
| Central                                            | Atlanty                        | Mytišči          | Mytišči Arena                        | Atlant Mytišči       | 2009    |
| Central                                            | Krasnaja Armija                | Mosca            | CSKA Ice Palace                      | CSKA Mosca           | 2009    |
| Central                                            | MHC MVD                        | Balašicha        | Balashikha Arena                     | Dinamo Mosca         | 2009    |
| Central                                            | Molodaja Gvardija              | Donec'k          | Družba Arena                         | Donbas Donec'k       | 2013    |
| Central                                            | EC Red Bull Salzburg           | Salisburgo       | Eisarena Salzburg                    | Red Bull Salisburgo  | 2013    |
| Eastern Conference                                 |                                |                  |                                      |                      |         |
| Division                                           | Squadra                        | Città            | Arena                                | Farm Team            | Esordio |
| Volga                                              | MHC Bars                       | Kazan'           | TatNeft Arena                        | Ak Bars Kazan’       | 2009    |
| Volga                                              | Belye Tigry                    | Orenburg         | Zvezdny Ice Palace                   | Nessuno              | 2010    |
| Volga                                              | Lad'ja Togliatti               | Togliatti        | Volgar Sports Palace                 | Lada Togliatti       | 2013    |
| Volga                                              | Molot Perm'                    | Perm'            | V.P. Sukharev Sports Complex         | Molot-Prikam'e Perm' | 2012    |
| Volga                                              | Olympija                       | Kirovo-Čepeck    | Olymp Arena                          | Nessuno              | 2013    |
| Volga                                              | MHC Reaktor                    | Nižnekamsk       | SCC Neftekhimik                      | Neftechimik          | 2009    |
| Volga                                              | Stal'nye Lisy                  | Magnitogorsk     | Magnitogorsk Arena                   | Magnitogorsk         | 2009    |
| Volga                                              | Tolpar Ufa                     | Ufa              | Ufa Arena                            | Salavat Julaev       | 2009    |
| Volga                                              | Čajka Nižnij Novgorod          | Nižnij Novgorod  | Trade Union Sport Palace             | Torpedo N. Novg.     | 2009    |
| Volga                                              | HC Čelny                       | Naberežnye Čelny | Ice Palace Naberežnye Čelny          | Nessuno              | 2013    |
| Ural-Siberia                                       | Snežnye Barsy                  | Astana           | Kazakhstan Sport Palace              | Barys Astana         | 2011    |
| Ural-Siberia                                       | MHC Avto                       | Ekaterinburg     | KRK Uralets                          | Avtomobilist         | 2009    |
| Ural-Siberia                                       | Belye Medvedi                  | Čeljabinsk       | Traktor Ice Arena                    | Traktor Čeljabinsk   | 2009    |
| Ural-Siberia                                       | Tjumenskij Legion              | Tjumen'          | Sports Palace Tyumen                 | Rubin Tjumen         | 2010    |
| Ural-Siberia                                       | Kuzneckie Medvedi              | Novokuzneck      | Kuznetsk Metallurgists Sports Palace | Metallurg Novok.     | 2009    |
| Ural-Siberia                                       | Omskie Jastreby                | Omsk             | Arena Omsk                           | Avangard Omsk        | 2009    |
| Ural-Siberia                                       | Sibirskie Snajpery             | Novosibirsk      | CSC Sibir                            | Sibir’ Novosibirsk   | 2009    |
| Ural-Siberia                                       | Mamonty Jugry                  | Chanty-Mansijsk  | Arena Ugra                           | Jugra C.-M.          | 2011    |
| Ural-Siberia                                       | Kristall Berdsk                | Berdsk           | Berdsk Ice Palace                    | Nessuno              | 2012    |
| Ural-Siberia                                       | Junior Kurgan                  | Kurgan           | Paryshev Ice Palace                  | Nessuno              | 2013    |

## Albo d'oro
| Stagione | vincitore Charlamov Cup | finalista Charlamov Cup | vincitore Eastern Conference | vincitore Western Conference |
| -------- | ----------------------- | ----------------------- | ---------------------------- | ---------------------------- |
| 2009–10  | Stal'nye Lisy           | Kuzneckie Medvedi       | Stal'nye Lisy                | MHC Kryl'ja Sovetov          |
| 2010–11  | Krasnaja Armija         | Stal'nye Lisy           | Tolpar Ufa                   | MHC Chimik                   |
| 2011–12  | Omskie Jastreby         | Krasnaja Armija         | Omskie Jastreby              | Almaz                        |
| 2012–13  | Omskie Jastreby         | MHC Spartak             | Omskie Jastreby              | Atlanty                      |
| 2013–14  | MHC Spartak             | Krasnaja Armija         | Bars Kazan'                  | Loko Jaroslavl'              |